# Дорлиак, Дмитрий Львович

Могила Д. Л. Дорлиака

Дми́трий Льво́вич Дорлиа́к (14 марта 1912 — 18 сентября 1938) — советский актёр, исполнитель главной роли в фильме «Строгий юноша» (1936).

## Биография
Происходит из рода французских дворян, бежавших в Россию от Революции. Учился в Петришуле. После переезда матери в Москву жил в доме № 30/3 по улице Арбат. Окончил театральную школу.
С 1928 по 1938 служил в театре имени Вахтангова. Благодаря атлетической фигуре считался первым красавцем московской сцены. Исполнял роли Калафа в спектакле «Принцесса Турандот», Люсьена Левена в «Человеческой комедии», Клавдио в «Много шума из ничего».
В фильме Абрама Роома «Строгий юноша» первоначально главного героя фильма должен был играть Дмитрий Консовский, который был утвержден на роль и примерно 50% фильма было снято с ним. После ареста Консовского Роому пришлось искать нового актёра. Дмитрий Дорлиак был внешне похож на Консовского, и во многом благодаря этому был утвержден на роль.
Во время съёмок фильма «Зори Парижа» в 1936 году у Дорлиака завязался роман с актрисой Антониной Максимовой.  В период романа Дорлиак был женат на актрисе Анне Данилович. Его разрыв с Максимовой получил шумную огласку благодаря статье «Пошляк из театра Вахтангова», которая появилась в «цеховом» журнале «Кино». В результате начальник Главного управления кинематографии Борис Шумяцкий распорядился «не приглашать для участия в киносъемках артиста театра имени Вахтангова Д. Л. Дорлиака, ввиду безнравственного поведения вышеназванного артиста» к новым киносъёмкам.
Во время гастролей в Забайкалье Дорлиак заболел брюшным тифом, от которого умер в Иркутске 18 сентября 1938 года в возрасте 26 лет. Похоронен в Москве на Новодевичьем кладбище рядом с матерью и сестрой.

## Семья
Отец — Лев Фабианович Дорлиак (1875—1914), финансист, на протяжении долгих лет был личным секретарём министра финансов В. Н. Коковцова.
Мать — Ксения Николаевна Дорлиак (урожд. Фелейзен) (1881/1882—1945), фрейлина двора Марии Фёдоровны, впоследствии советская оперная артистка (меццо-сопрано), вокальный педагог и музыкальный общественный деятель. После смерти мужа оставила сцену, но с 1920 года возобновила выступления. Доктор искусствоведения (1941). Заслуженный деятель искусств РСФСР (1944). Похоронена в Москве на Новодевичьем кладбище рядом с сыном и дочерью.
Сестра — Нина Львовна Дорлиак (1908—1998), советская и российская камерная и оперная певица (сопрано), педагог, народная артистка СССР. Похоронена в Москве на Новодевичьем кладбище рядом с матерью и братом.
- Сын — Дмитрий Дмитриевич Дорлиак (1937—2018). Его мать — Данилович Анна Михайловна (1908—1989), актриса театра имени Вахтангова (1933—1987). С годовалого возраста воспитывался в семье певицы Нины Львовны Дорлиак и пианиста Святослава Рихтера, о котором он впоследствии написал книгу «Мимолетности Святослава Рихтера: воспоминания». После их смерти унаследовал их дачу в Подмосковье[4], а также некоторые права на издания произведений Рихтера. До эмиграции во Францию состоял в труппе различных московских театров. Умер в Париже в марте 2018 года в возрасте 81 года[5].